# Große Tulln
La Große Tulln est une rivière autrichienne d'une longueur de 40 km, qui coule dans le land de Basse-Autriche. Elle est un affluent direct du Danube.